# چهارباغ خواجو

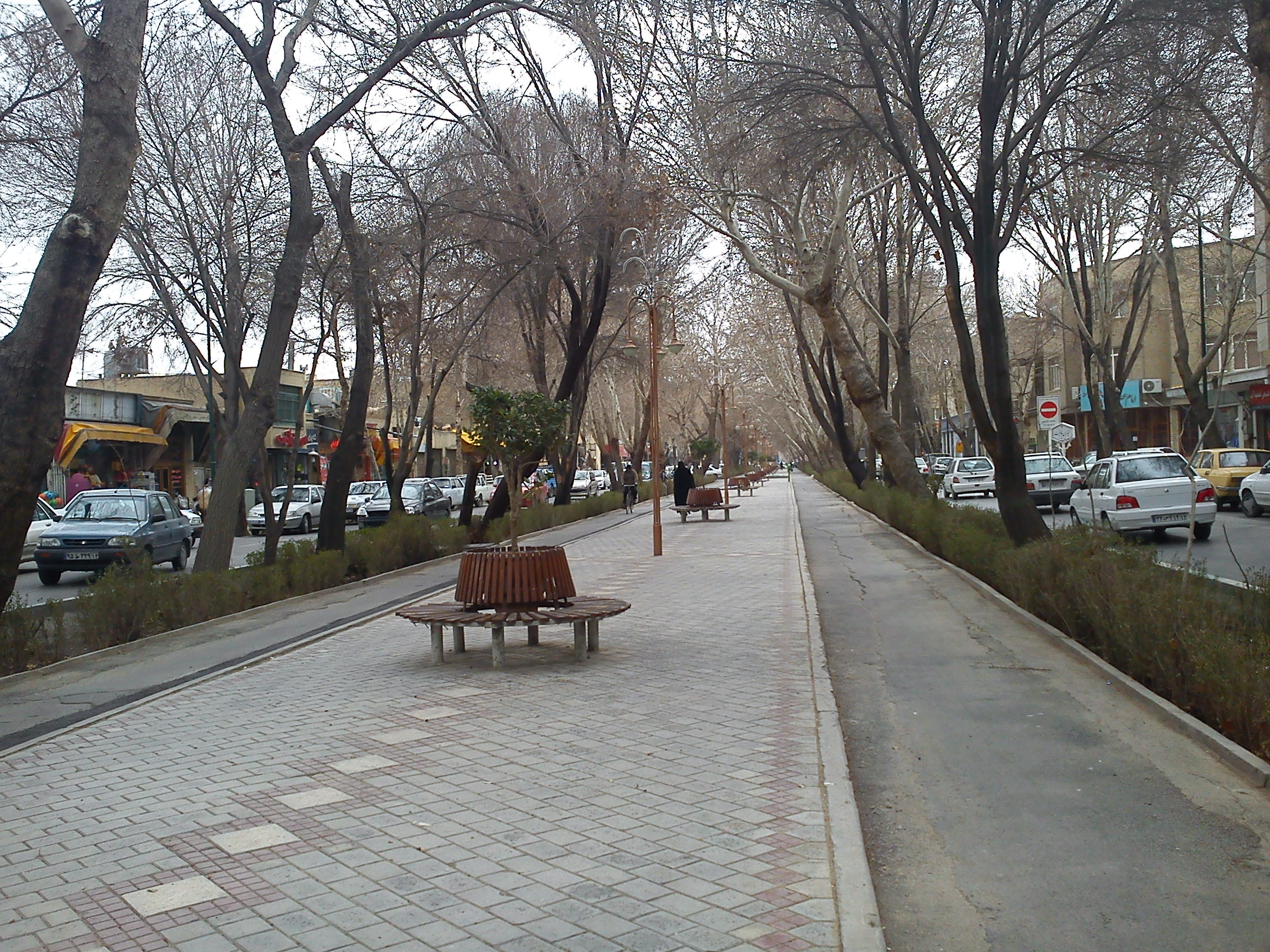
نمایی از چهارباغ خواجو

خیابان چهارباغ خواجو یکی از مجموعه خیابان‌های تاریخی شهر اصفهان است که چهارباغ نام دارند. چهارباغ خواجو به موازات چهارباغ عباسی و حد فاصل پل خواجو و چهارراه نقاشی واقع شده‌است. دیگر نام‌های تاریخی این خیابان عبارت اند از چهارباغ فتح‌آباد، چهارباغ صدری و چهارباغ نو. 
دنبالهٔ این خیابان در جنوب زاینده‌رود که امروز «خیابان فیض» نامیده می‌شود پیشتر «چهارباغ امین‌آباد» نامیده می‌شده است.
دیرینگی این خیابان به روزگار صفویان می‌رسد. ابتدای این خیابان مکینه خواجو قرار گرفته و به پل خواجو اتمام می‌یابد. این خیابان یکی از زیباترین خیابان‌های اصفهان است. ساختمان صدا و سیمای مرکز اصفهان (شبکهٔ اصفهان) در این خیابان قرار گرفته‌است.
جمعیت محلۀ (بلوک آماری) خواجو در سال 1401، 14125 نفر با تراکم 161 نفر در هر کیلومتر مربع بوده است.

## آثار باستانی موجود
- چهارسوق نقاشی
- چهارسوق آجری
- مدرسهٔ صدر خواجو
- مسجد حاج میرزا محمد صادق
- کارخانهٔ پشم‌باف
- خانهٔ نایب اسدالله
- خانهٔ باجغلی